# Elecciones estatales del Estado de México de 1987
Las elecciones estatales del Estado de México de 1987 se llevaron a cabo el domingo 5 de julio de 1987, y en ellas se renovaron los siguientes cargos de elección popular en el Estado de México:
- Gobernador del Estado de México. Titular del Poder Ejecutivo del estado, electo para un periodo de seis años no reelegibles en ningún caso, el candidato electo fue Mario Ramón Beteta.
- 121 Ayuntamientos. Formados por un Presidente Municipal y regidores, electo para un período inmediato de tres años, no reelegibles para un período inmediato.
- 45 diputados del Congreso del Estado de México. 34 electos por mayoría relativa y 11 por representación proporcional para conformar la L legislatura.

## Resultados electorales

### Gobernador
|  | 11.3 % |

|  | 72.9 % |

|  | 8.8 % |

|  | 1.5 % |

|  | 1.5 % |

|  | 2.5 % |

|  | 1.5 % |

|  | 100.00 % |

### Ayuntamientos de laZona Metropolitana del Valle de México

#### Municipio de Toluca
- Laura Pavón Jaramillo  Hecho